# Варіант верхньої межі лісу в Українських Карпатах
Варіант верхньої межі лісу в Українських Карпатах  — видозміна, різновид ВМЛ, який виділяється за домінантними деревними породами, що формують верхню межу лісу.
У високогір'ї Українських Карпат виділяють два варіанти ВМЛ: буковий та смерековий. Видовий склад деревних порід у зоні ВМЛ обмежений. Буковий варіант ВМЛ утворюють букові (Fagetum sylvaticae), рідше яворово-букові (Acereto-Fagetum) та горобиново-букові (Sorbeto-Fagetum) фітоценози. Ялиновий (смерековий) представлений смерековими (Piceetum abietis), зрідка кедрово-смерековими (Cembreto-Piceetum) деревостани. Крім смереки, сосни кедрової європейської, сосни звичайної, бука, явора, в зоні ВМЛ поодиноко зустрічаються: горобина звичайна (Sorbus aucuparia L),модрина польська (Larix polonica Racib), черемха звичайна (Padus avium Mill), верба сілезька (Salix silesiaca Willd.), порічки альпійські (Ribes alpinum L.), аґрус відхилений (Grossularia reclinata (L.)Mill.).

## Ялиновий (смерековий) варіант ВМЛ
ВМЛ зімкнутих смерекових лісів проходить в Чорногорі в межах 1491–1609 м, а на Чивчині і Гнітесі- 1569–1640 м н. р.м.
Вище ландшафтної (термічної) ВМЛ смерека зустрічається в межах високогір'я у вигляді біогруп карликових дерев. Такі «лісові» фації поширені у Чорногорі на південно-східному схилі г. Говерла на висотах 1900 і 1750 м, південно-західному схилі г. Петрос (2020 м), г. Ребра (2001 м), г. Туркул (1933 м), г. Смотрич (1898 м), а також г. Чивчин — 1766м (Чивчинські гори) і т. д. Найвища ВМЛ не лише Чорногори, а й усіх Українських Карпат, проходить на південному схилі г. Стайки на висоті 1680 м в.р.м..
Сосна кедрова європейська трапляється в зоні верхньої межі лісу на дуже крутих кам'янистих схилах та малопотужних сильноскелетних ґрунтах у смугах проходження потужних безкарбонатних пісковиків і гравелітів, що важко піддаються звітрюванню (ландшафти Ґорґан, Чорногора).
Досить великі зарості сосни кедрової у Чорногорі на північних схилах урочища «Ґаджина» на висоті 1495–1575 м.р.м. описав Г. Запалович (1889). Л.Мілкіна (1990) зазначає, що сосна кедрова трапляється в п'ятьох ізольованих осередках загальною площею близько 10 га в урочищах «Ґаджина» та «Кедруватий» у кварталах шостого-восьмого Бистрецького лісництва КНПП. А. Сьродонь (1946) повідомляв про проростання поодиноких кедрів на північно-східних схилах урочища «Ґаджина» (1335–1520 м в.р.м.)..
Карликові екземпляри трапляються тут на висоті 1626 м в.р.м. Найбільший у Чорногорі осередок сосни кедрової зберігся на дуже крутих сильно- кам'янистих схилах урочища «Кедруватий». Місцеве населення називає це місце Довбушевим Сідлом. Верхня межа лісу тут проходить на висоті 1560 м.
На дуже крутих зсувних схилах північної експозиції хребта Кедровата Погорілка верхню межу лісу на висоті 1530–1560 м н.р.м. утворюють кедрово-смерекові угруповання. Вище поширені гірська сосна і вільха зелена. В урочищі «Ґаджина» трапляються тільки поодинокі кедри. На південно-східних схилах г. Шпиці вони зовсім не збереглися, хоча А. Сьродонь (1946) зазначав, що вони проростають на висоті 1445 м в.р.м.
А. Златник в 30-х рр. ХХ ст. спостерігав поодинокі відмерлі смереки кущової форми на висоті 1880 м на схилах г. Піп Іван Мармароський (1940 м). В. І. Комендором (1966) на північному схилі г. Петрос (ландшафт Чорногора) на висоті 1700 м у заростях вільхи зеленої було знайдено 14 екземплярів сосни кедрової європейської. В. І. Комендар 14 екземплярів кедра знайшов у заростях вільхи зеленої на північному схилі г. Петрос на висоті 1700 м в.р.м., кілька особин — на північно-східному схилі полонини Гармонєска на висоті 1400 м в.р.м.
Збереження сосни кедрової у приполонинських ПТК Горган є наслідком відсутності з давніх часів практично природних полонин (субальпійські ПТК покриті переважно греготами), і як наслідок — виключення з господарської діяльності верхньогірсько-лісових геосистем. На північно-східних схилах Ґорґан кедр поширений до висоти 1630 м (Sulma,1929); на південно-західних- до 1495 м -г. Тавпіш, хребет Тавпіширка (Jakob, 1937 ; Hilitzer, 1932).
Розповсюджені кедрово-смерекові ліси у ландшафтах Горган всіх експозицій в межах висот 1180–1500 м н. р. м. До висоти 1600–1650 м проростають лише поодинокі біогрупи кедру. Колись приполонинські природні комплекси з сосною кедровою займали значно більші площі, ніж сьогодні, але внаслідок антропогенної діяльності зазнали сильних змін, а сам ареал сосни кедрової дуже звузився (у високогірних районах гуцули використовують вершки кедра у весільних обрядах)

## Буковий варіант ВМЛ
Верхня межа букових лісів за протяжністю займає друге місце після смерекових. Вона проходить по наступних ландшафтах: Бескиди, Полонина Красна, Полонина Руна, Полонина Боржава, південні схили Ґорґан, Свидовця, південно-західна частина Чорногори і південні схили масиву П'єтроса, де верхня межа лісу знижена до висоти 1100–1200 м. Особливо високо бук піднімається на Свидовці та в Чорногорі. На південному мегасхилі Свидовецького масиву букові межі доходять до висоти 1380 м н.р.м. Це найвища межа бучин в Українських Карпатах. На Закарпатських схилах існують оптимальні умови для букових лісів..
У Закарпатті середня верхня межа букових лісів становить: в західній частині 1190 м н.р.м., у східній — 1280 м н.р.м. Верхня межа букових лісів, вище яких поширені смерекові, дорівнює відповідно 1250 м і 1360 м н.р.м., а верхня межа росту явора — 1160 і 1270 м н.р.м.
У Чорногорі в урочищі «Рогнєска» ВМЛ формують букові деревостани. Тут проходить східна межа бука для південно-західного макросхилу Українських Карпат. Поодиноко трапляється черемха звичайна і горобина звичайна. На схід від урочища Рогнєска букові ліси змінюються на мішані. Межа між ними виразно збігається зі стріальними межами і позначена на місцевості неглибокою депресією, яка відокремлює ПТК пригребеневих опуклих схилів з буковими лісами на вапнистих відкладах білотисенської світ та ПТК стрімких схилів з частими відслоненнями корінних гірських порід Дуклянської тектонічної зони, вкритих ялицевими лісами.
На південному схилі г. Квасівський Менчул ВМЛ також представлена буковим варіантом і має антропогенний характер. ВМЛ на південно-східних схилах г. Шешул проходить на висоті 1300 м н.р.м. Вище верхньої межі букових лісів проходить смуга шириною 10-15 м елементарних природних систем з явором, середня висота якого становить 8-10 м, а максимальна — до 14 м. Вище трапляються похідні природні комплекси з вільхою зеленою на гірсько-лучно-буроземних малопотужних ґрунтах.
Букові ліси, які досягають верхньої межі, поширені на великих площах і утворюють на висотах 600–1200 м суцільний гірсько-лісовий рослинний пояс. Букові фітоценози формуються на опідзолених безкарбонатних ґрунтах, утворених на елювіально-делювіальних відкладах карпатського флішу. Характерною рисою букових лісів є високе затінення, завдяки якому в лісах рідко трапляються світлолюбні чагарники і панує рідкий трав'яний покрив. У сприятливих умовах межа букових лісів сформована чистими високостовбурними деревостанами. На більших висотах, на межі з полонинами, дерева бука низькі або представлені криволіссям, але такі деревостани трапляються лише в первинних умовах. У переважній більшости верхня межа букових лісів представлена високими деревостанами і є вторинна. Склад трав'яного ярусу бідний, трапляються численні ефемероїди, які розвиваються і цвітуть до розпускання листя дерев.
Причини виникнення сланких форм бука різноманітні. Л. Фекете і Т. Блатни (Fekete, Blattny, 1913) головною причиною утворення таких форм дерев вважають вітер. За В. Г. Коліщук (1958) букове криволісся, судячи по фрагментах, які збереглись до наших днів, зобов'язане своїм виникненням дії високогірного клімату, особливо таким його факторам, як вітер і снігові маси, що несприятливо впливають на ріст високостовбурного лісу. В. І. Комендар (1966) основною причиною утворення букового криволісся вважає сніг, який нахиляє дерева до схилу і вкриває їх, захищаючи тим самим чином від вимерзання в умовах суворої високогірної зими. Інші дослідники пояснюють це явище ґрунтовими умовами, пошкодження худобою, специфічними кліматичними факторами тощо.
Зокрема, букове криволісся поширене і в багатьох гірських районах Європи (Альпи, Крим, Кавказ).
Ялиця біла на відміну від смереки, як і сосна кедрова, в Українських Карпатах не утворює самостійного рослинного поясу. Не утворює вона і монодомінантних деревостанів. у складі яких виступає як едифікатор. Її постійним супутником с бук. Та ялиця має значно виший ріст, як дерево першої величини, тоді як бук на цих же висотах зустрічається лише у другому ярусі, або не виходить за межі підліску. В середньому, в Українських Карпатах ялиця біла поширена до висоти 900–930 м, хоча поодинокі карликові дерева підіймаються до 1423 м. Верхня межа поширення ялиці в Бескидах проходить по висоті 1235 (І350) м, а в Татрах — 1325 (1400) м н.р.м.
Сосна звичайна в зоні ВМЛ трапляється спорадично у виглляді поодиноких біогруп на кам'янистих слабозвітрюваних розсипищах ямненського пісковика і на болотах верхового та перехідного типів. Сосна звичайно підіймається до висосоти 1400 м н.р.м., переважно в Горганах. За даними С. М. Стойка (1966) у Східно-Покутських горах сосна звичайначайна збереглася на схилах г. Цебет (1402 м н.р.м.). біля с. Брустури Івано-Франківської області де вона росте на кам'янистих схилах на висоті 1330–1370 м н.р.м..